# Christo és Jeanne-Claude
Christo (Hriszto Javasev, Христо Явашев) (Gabrovo, Bulgária, 1935. június 13. – New York, Amerikai Egyesült Államok, 2020. május 31.) bolgár származású művész és felesége Jeanne-Claude (Jeanne-Claude Denat de Guillebon) (1935–2009) francia származású művész. A land art, az installáció műfajok határterületein dolgoztak. Christo egyik legjelentősebb alkotása a Reichstag, a német parlament épületének becsomagolása.

## Élete

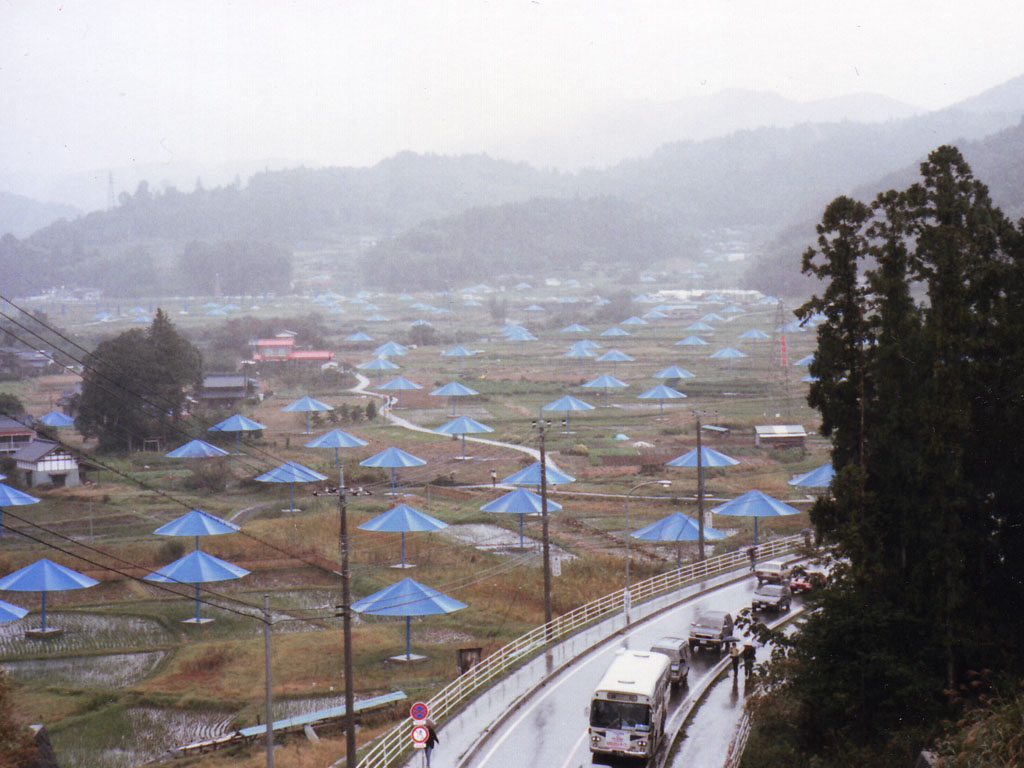
Esernyők 1991 (Japán)

A bolgár származású Christo Yavacheff (Hriszto Javasev) és felesége, Jeanne-Claude Denat de Guillebon a magányosság és természeti-történeti homály költői feldolgozása helyett valamiféle világi-kozmopolita atmoszféra számára hozták létre ugyanebből a közegből származtatható műveiket. Az időlegesen létrehozott nagyméretű táj- és térprojektek nemcsak politikai jártasságot, hanem nagy szervezőkészséget is követeltek alkotóiktól, amellyel a kivitelezés gazdasági alapjait megteremthették. Ebbe a folyamatba a kis rajzok és előkészítő vázlatok kiállításszerű bemutatása, eladása éppúgy benne kellett, hogy legyen, mint a közönség fogadókészségének előkészítése nagyszabású reklámhadjárattal, valamint dokumentumfilmeknek, könyveknek a szenzáció elemeitől sem mentes publikálása.
A művek gondosan előkészített és igénybe vett társadalmi-politikai és gazdasági kerete tette lehetővé a Sydney melletti tengerpart becsomagolásától (1969) a kaliforniai dombvidéken megvalósított Száguldó kerítésig (Runing Fence, 1976.) a nagyszabású vállalkozásokat. Ezek sorába tartoznak még a Miami közelében létrehozott Bekeretezett szigetek (Surrounded Islands, 1983) és az amerikai nyugati parton, valamint a japán keleti parton egymással szemben felállított Ernyők (1991) „ciklusai".
Tevékenységük során a metaforikus jelentésű „csomagolás” is fontos szerepet játszott, e művelet monumentalizálása során jött létre a párizsi Pont Neuf (1985) és a berlini Reichstag becsomagolása (1995). Ezek a munkáik a technikai és kollektív műalkotás modern város- és tájképbe integrálásának igényét jelzik.
Egy gazdag bolgár család sarja volt, rendkívül komoly intellektuális környezet vette körül gyermekkorában. Konzervatív művészeti oktatásban részesült. Az a drapéria, melyet csomagolásaihoz használ, korai drapériatanulmányaihoz nyúlik vissza. Ennek van egy mulatságos, fiatalkori élményalapja is: Bulgáriában egy nemzetközi vasútvonal mellett lakott, ahol egy alkalommal a parasztok rosszul aratták le a búzamezőt. A helyi párttitkár és más vezetők kitalálták, hogy ezeket a területeket leterítik hatalmas ponyvákkal, hogy a nyugati turisták ne lássák, mennyire elmaradott a bolgár mezőgazdaság.
1958-ban Párizsban, de előtte Prágában és Bécsben is volt. Párizsban az újrealista csoport tagja lett – de nagyon eltérő élményháttér és kulturális háttér jellemezte.

## „A csomagolóművész”
A csomagolás az újrealista csoportban már nagyon időszerűvé vált. (Előzmények például Duchamp Titkos zöreje, Man Ray munkássága). A titokzatosság, fantáziálás mind benne vannak a csomagolásban. Ez a csomagolás ugyanakkor mintegy zárójelbe teszi azt a meghasadt életérzést vagy azt a helyzetet, amelyben ő (kelet és nyugat között) volt. Mind a mai napig igaz rá, hogy egyik világ törvényeit sem tudja igazán elfogadni.
Mindig konkrét, a mindennapi életből származó tárgyakkal dolgozik. A tárgyak előéletét műgyantába áztatott műanyaggal vagy átlátszó műanyaggal, drótokkal, kötelekkel szünteti meg. Tárgyai gyakran geometrikus formájúak. A lekötözöttség erőszakot, agresszivitást is jelez; a rejtett tartalomnak, a titkosságnak, a műalkotásnak általánosan létező, rejtett dimenzióinak a jelzése mellett. A csomagolás passzív beburkolásnak fogható fel, és ez az, ami Christonál aktív művészetteremtő erővé válik. A csomagolás a hagyományos műalkotás fogalmának idézőjelbe tételét, kritikáját is jelenti – az elidegenítésnek eszköze a drapéria. A csomagolással zárójelbe teszi a konfliktust, és a lényeg nyitott marad.
E mellett rájátszik a duchamp-i voyeur-szerepre is: a néző próbál a csomagolás mögé kukucskálni, és próbálja megfejteni, mit is rejt magában. Némely munkájának krimiszerű hangulata van, például mintha hullák lennének becsomagolva.
Kezdetben, újrealista időszakában a talált tárgyaknak korrodált jellegét hagyta érvényesülni. Később azonban a konzumkultúrának a támadási eszközévé is vált azzal, hogy a társadalom szemetét esztétizálta át. A későbbiekben ökológiaikritika-jellege is van. Korai darabjainak sokszor direkt politikus jelleget kölcsönzött. Egyszerre támadta a balkáni szisztémát és a nyugati csomagolásmániát.